# ランベス
ランベス (英: Lambeth, [ˈlæmbəθ]) は、ロンドンのランベス区北側にあるセントラル・ロンドンの地区の一つ。チャリング・クロスから南に1マイル (1.6 km)のところに位置する。2011年現在、人口は23,937人。
中世には、ランベス宮殿の荘園の一部として、わずかに成長した。19世紀ヴィクトリア朝期までには、ロンドンの市域が拡大するにつれ、工業、商業、住宅の建物が軒を連ねるようになり、地区は大きく発展した。第二次世界大戦により、ランベスの社会構造に大きな変化がもたらされた。20世紀後半から21世紀初頭にかけて開発が進み、高層ビルの数の増加がみられた。1982年以来、地区内のアルバート・エンバンクメントに国際海事機関 (IMO) の本部が置かれている。